# هوكو كواشيما
هوكو كواشيما (桑島法子 كواشيما هوكو) هي مؤدية أصوات يابانية ولدت في 12 ديسمبر 1975 في كانيغاساكي، إيساوا, محافظة إيواتيه.

## أدوارها في الأنمي

### مسلسلات أنمي تلفزيونية
- إينوياشا - سانغو
- إينوياشا: الجزء الأخير - سانغو
- البدلة المتنقلة جاندام سيد - فلاي آلستر، ناتال باجيرول، فيا هيبيكي
- البدلة المتنقلة جاندام سيد ديستني - ستيلا لوسيير، راي زا بارل (أيام الطفولة)
- حكاية سايونكوكو - كو شوري
- أزومانغا دايو - كاغورا
- دي جرايمان - لالا
- إنجليك لاير - ساي جونوتشي
- كلايمور - كلير
- خيميائي الفولاذ - روز توماس
- كوروزوكا - راي
- كلاند - تومويو ساكاغامي
- كلاند بعد القصة - تومويو ساكاغامي
- كايبا - كايبا
- تشوبيتس - مينورو كوكوبونجي
- بليتش - شيروتشي ثندرويتش، سويفون (الصوت الثاني)
- بي بليد - عماد
- بي بليد ج3 - عماد
- NOIR - كيريكا يومورا
- MADLAX - مارغريت برتون
- إل كازادور - إيليس غونزاليس
- ون بيس - فيكتوريا سيندري
- سول إيتر - ميدوسا
- سيمون - جراجييف
- بيدابول - أبيض
- فاينل فانتسي: أنليميتد - فانغو، ميليس
- زامد الذكرى الضائعة - يونبو
- داركر ذان بلاك: جوزاء النيزك - شيون بافليتشينكو
- ماكروس فرونتير - ناناسي ماتسوؤرا، كاناريا بيرشتاين
- إيليمنت هنتر - هومي ناندي
- زون أوف ذي إندرز Dolores,i - دولوريس
- زومبي-لون - ميتشيرو كيتا
- X - ساتسوكي ياتوجي
- رازيفون - كوؤن كيساراغي
- كوباتو. - تشيتوسي ميهارا
- فتاة الجحيم: القفصين - يايوي كوراكيتشي
- كيشين تايسن جيجانتيك فورميولا - كريستي أوريلياس
- هاكوؤكي - يوكيمورا تشيزورو
- هاكوؤكي: الدم الأزرق - يوكيمورا تشيزورو
- كيكايشي - يومي كاسوغا
- ستار درايفر - ميدوري أوكاموتو
- آيرون مان - ماريا
- غوسيك - هيرماينيا
- حفيد نوراريهيون: عاصمة العفاريت - يوهيمي
- أرشيف دانتاليان - ليانا سكولز
- أن-غو - أتسوكو كانو
- شاكوغان نو شانا III(فاينل) - ريبيكا ريد
- حماس كرة القدم - ميساكي شيميزو
- طريق السلام - لينا (الصوت الثاني)
- أختي لا يمكن لها أن تكون بهذه الظرافة. - كاوري ماكيشيما
- فيت/ستاي نايت - موردريد
- الملازم كيرو - شيرارا، فويوكي هيناتا (الصوت الثاني)
- غاتشامان كراودز - ريكا سوزوكي
- عاصفة زيتسوين - يوشينو تاكيغاوا (أيام الابتدائية)
- جاليلي دونا - سيلفيا فيراري
- سبيس داندي - سكارلت
- كاراكوري كيدن هيو سنكي - هيو
- الخيانة تعرف إسمي - تسوباكي شيكيبي
- إندماج الديجيمون - والدة مايكي كودو، نيني أمانو، كيوتمون, بيكمونز، ليلامون
- سورد آرت أونلاين II - أورد
- تنمية عشيقة مبتذلة - سونوكو ماتشيدا
- وورلد تريغر - كيوكو ساوامورا
- بلياديس نهاية اليوم الدراسي - ميناتو
- دورارارا!! ×2 المنتصف - كاساني كوجيراغي
- دورارارا!! ×2 الخاتمة - كاساني كوجيراغي
- أسوماتسو-سان - عشيقة جوشيماتسو
- كل شيء يصبح أف - موموكو كونيدا

### أنمي الإنترنت
- سيلور مون كريستال - إسميرود

### أوفا أنمي
- سوبرنتشرل ذي أنيميشن - ماديسون
- تيلز أوف سيمفونيا ذي أنيميشن: تيثيالا - بريسيا كومباتير
- تيلز أوف سيمفونيا ذي أنيميشن: اتحاد العوالم - بريسيا كومباتير

### أفلام أنمي
- إينوياشا: مشاعر تتخطى الزمان - سانغو
- إينوياشا: قلعة الخيال داخل المرآة - سانغو
- إينوياشا: سيف السيطرة على العالم - سانغو
- إينوياشا: جزيرة هوراي القرمزية - سانغو
- ليز آند ذا بلو بيرد - ساتومي نيياما

## أدوارها في ألعاب الفيديو
- تيلز أوف سيمفونيا - بريسيا كومباتير
- تيلز أوف سيمفونيا: دون أوف ذا نيو وورلد - بريسيا كومباتير
- تيلز أوف فرسس - بريسيا كومباتير
- تيلز أوف ذا وورلد: ريف يونايتيا - بريسيا كومباتير
- جوجوز بيزار أدفنتشر: أول ستار باتل - لوسي ستيل
- بليد آركوس فروم شاينينغ - روزيليندي

## أدوارها في الدبلجة اليابانية
- الفتيات الخارقات - ويل فاندوم

## وصلات خارجية
- هوكو كواشيما على موقع IMDb (الإنجليزية)
- هوكو كواشيما على موقع ميوزك برينز (الإنجليزية)
- هوكو كواشيما على موقع أول ميوزيك (الإنجليزية)
- هوكو كواشيما على موقع أول ميوزيك (الإنجليزية)
- هوكو كواشيما على موقع ديسكوغز (الإنجليزية)
- هوكو كواشيما على موقع قاعدة بيانات الفيلم (الإنجليزية)
- هوكو كواشيما على موقع ANN person (الإنجليزية)